# Agrios (Kentaur)

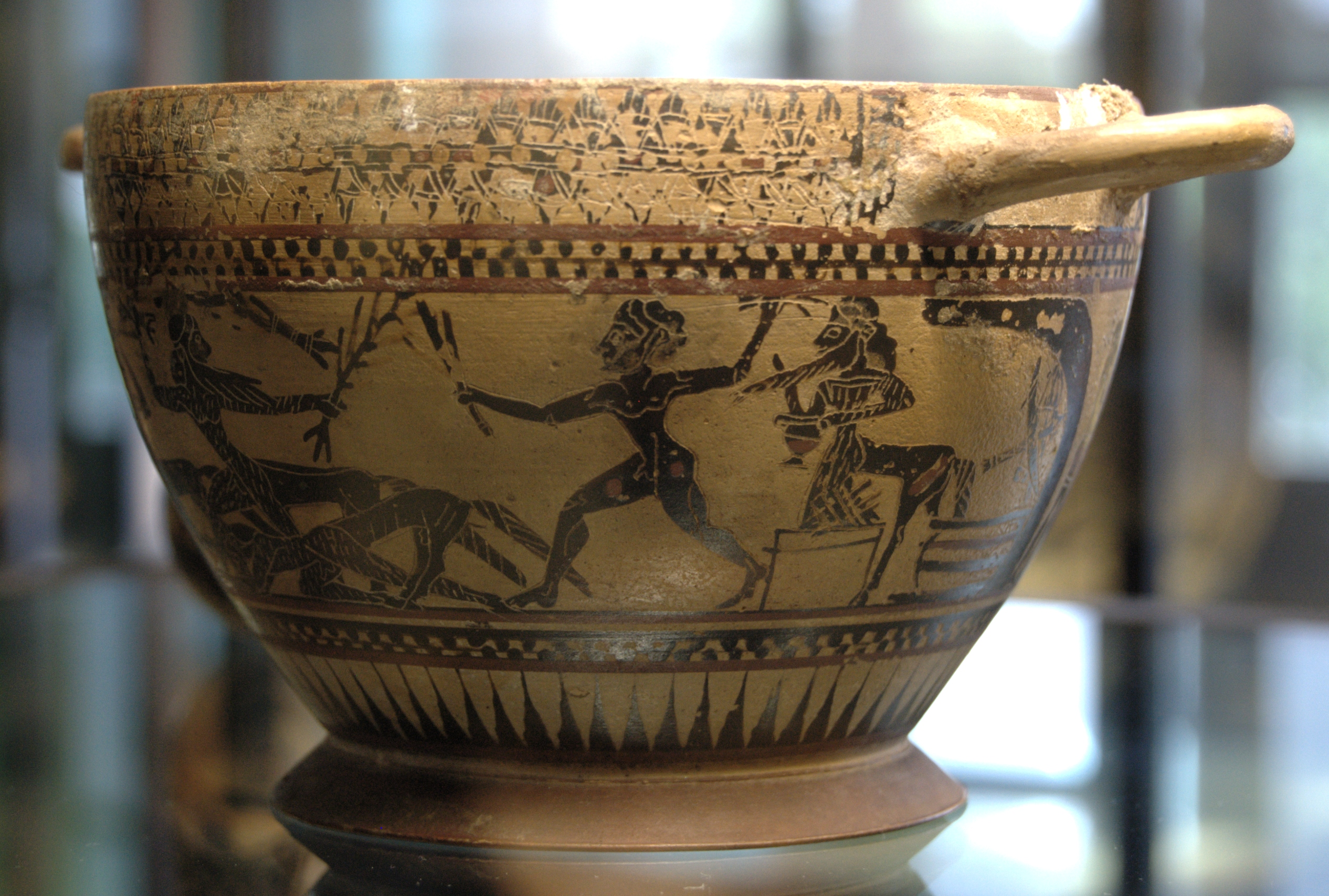
Herakles stellt sich mit einer Fackel den in die Höhle eindringenden Kentauren entgegen. Korinthisch-schwarzfiguriger Skyphos, Pholoe-Maler, um 590–580 v. Chr.

Agrios (altgriechisch Ἄγριος Ágrios) ist ein Kentaur der griechischen Mythologie.
Er erscheint in der Bibliotheke des Apollodor im Rahmen der vierten Aufgabe des Herakles, in der er den erymanthischen Eber fangen muss. Herakles wird bei seiner Suche nach dem Eber vom Kentauren Pholos gastfreundlich aufgenommen und bewirtet. Als Herakles trotz der Bedenken seines Gastgebers ein Weinfass der Kentauren öffnet, werden die Kentauren durch den Geruch angelockt und belagern bewaffnet die Höhle des Pholos. Die ersten in die Höhle eindringenden Kentauren sind Anchios und Agrios, die er mit einer Fackel vertreibt. Die anderen bekämpft er mit seinem Bogen.